# 月牙河 (海河北岸)
月牙河，又称北月牙河，位于天津市区东部，始于新开河红星泵站，流经河北区、河东区、东丽区，至天津钢厂海河泵站注入海河。全长14.2公里，蓄水能力为46.7万立方米，属天津二级河道。

## 历史
明末清初，天津卫多次遭洪灾，老城东北部有农田沟渠自然形成的泄洪河道，俗称老河。清雍正年间，为减轻洪灾对天津卫的威胁，沿老河开挖泄洪水道，北起塌河淀向南，经大毕庄展伸向南至贾家沽，由北岸注入海河，时称贾家沽道引河。1867年，为方便北洋机器局(东局子)运输，北洋通商大臣将河道拓宽，从此该河道成为大毕庄至贾家沽的航运通道。1900年，八国联军入侵天津时北洋机器局被破坏，河道废弃。1948年平津战役前夕，国民政府为巩固天津城防，在河道两岸修建碉堡、炮楼。
1957年，天津市政府大搞河网化工程，对原河道局部东移100米并截弯取直，河道整体对东局子形成半包围，呈月牙形，故定名月牙河。随着常年的无人治理，月牙河道污染日趋恶化，成为脏污垃圾遍地的“龙须沟”。直至2017年，历经多年的治理改造月牙河工程才彻底完工。